# Cantonul Réalmont
Cantonul Réalmont este un canton din arondismentul Albi, departamentul Tarn, regiunea Midi-Pyrénées, Franța.

## Comune
| Comune                  | Populație (1999) | Cod poștal | Cod INSEE |
| ----------------------- | ---------------- | ---------- | --------- |
| Dénat                   | 723              | 81120      | 81079     |
| Fauch                   | 505              | 81120      | 81088     |
| Labastide-Dénat         | 378              | 81120      | 81113     |
| Laboutarie              | 472              | 81120      | 81119     |
| Lamillarié              | 443              | 81120      | 81133     |
| Lombers                 | 1.086            | 81120      | 81147     |
| Orban                   | 319              | 81120      | 81198     |
| Poulan-Pouzols          | 438              | 81120      | 81211     |
| Réalmont                | 3.305            | 81120      | 81222     |
| Ronel                   | 297              | 81120      | 81226     |
| Roumégoux               | 234              | 81120      | 81233     |
| Saint-Antonin-de-Lacalm | 260              | 81120      | 81241     |
| Saint-Lieux-Lafenasse   | 451              | 81120      | 81260     |
| Sieurac                 | 245              | 81120      | 81287     |
| Terre-Clapier           | 251              | 81120      | 81296     |
| Le Travet               | 126              | 81120      | 81301     |